# Гурамішвілі Ольга Тадеозівна
Ольга Тадеозівна Гурамішвілі (груз. ოლღა გურამიშვილი-ჭავჭავაძისა; нар. 12 березня 1842, Грузія — пом. 29 квітня 1927, Мтацмінда) — грузинська поетеса, публіцистка, політична та громадська діячка, дружина грузинського поета, публіциста, політичного і громадського діяча Іллі Чавчавадзе (1837—1907).

## Біографія

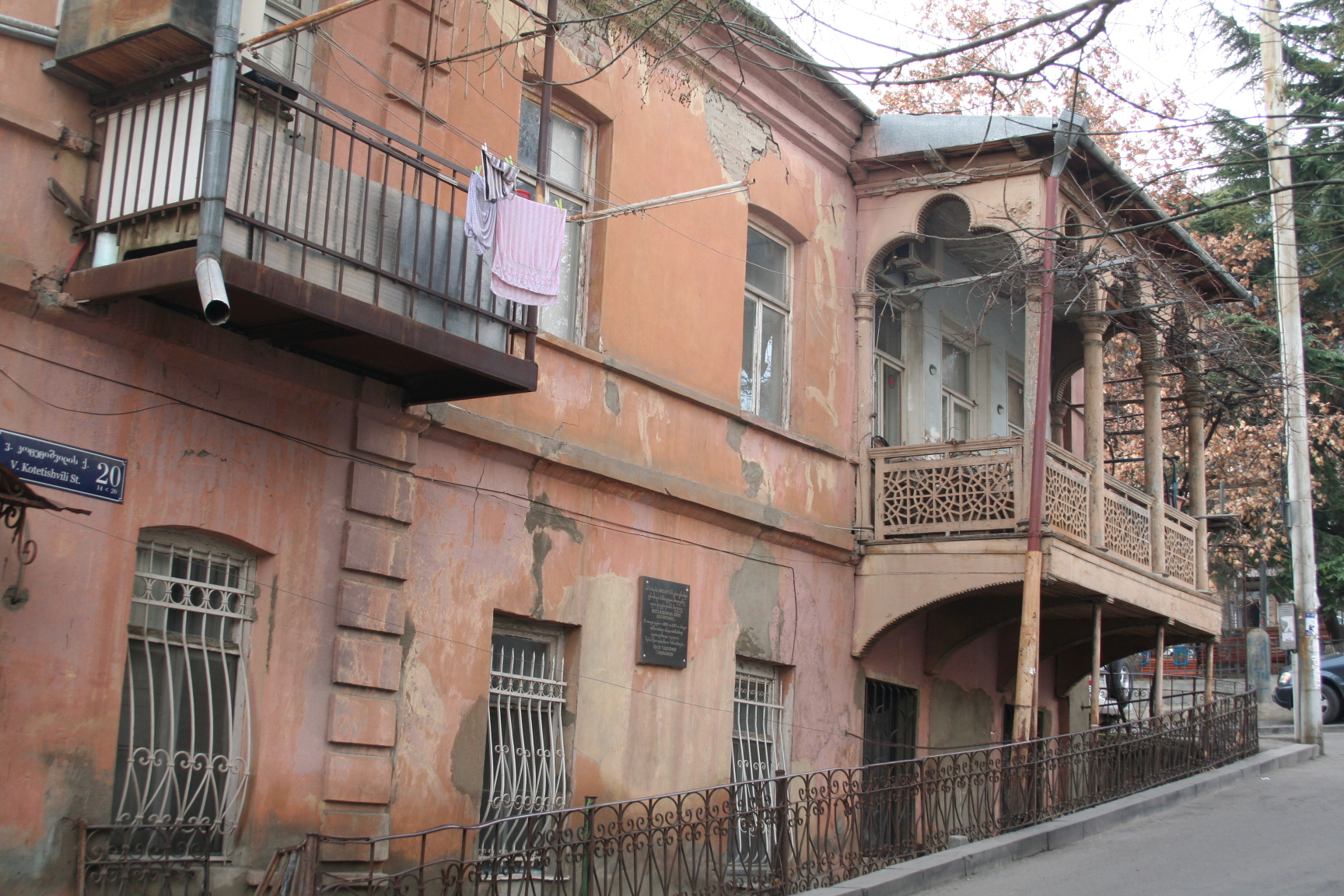
Будинок, в якому жила Ольга Гурамішвілі

Походила з княжого роду Гурамішвілі. Народилась 1842 року. Мала сестру Катерину. Рано втратила матір.
У січні 1863 року познайомилася з майбутнім чоловіком, Іллею Чавчавадзе, коли той готувався випустити перший номер «Сакартвелос Моамбе» («Грузинський Вісник»).
Займалася просвітницькою роботою в Грузії, з 1895 по 1906 рік очолювала благодійне товариство грузинських жінок.
Після вбивства чоловіка (1907) просила помилувати вбивць. Передала сімейний тбіліський будинок (нині — Будинок-музей І. Чавчавадзе) і маєток Товариству з розповсюдження грамотності серед грузинів. У 1908 році в Сагурамо, в маєтку Чавчавадзе, за її активної участі була відкрита школа.
Щоб бути ближче до чоловіка орендувала квартиру в Тбілісі на вулиці Вахтанга Котетишвілі, 20 (встановлено меморіальну дошку). Коли не могла прийти на могилу, стояла зі свічкою на балконі, дивлячись на Мтацмінду, і кричала: «Я йду, я йду!»

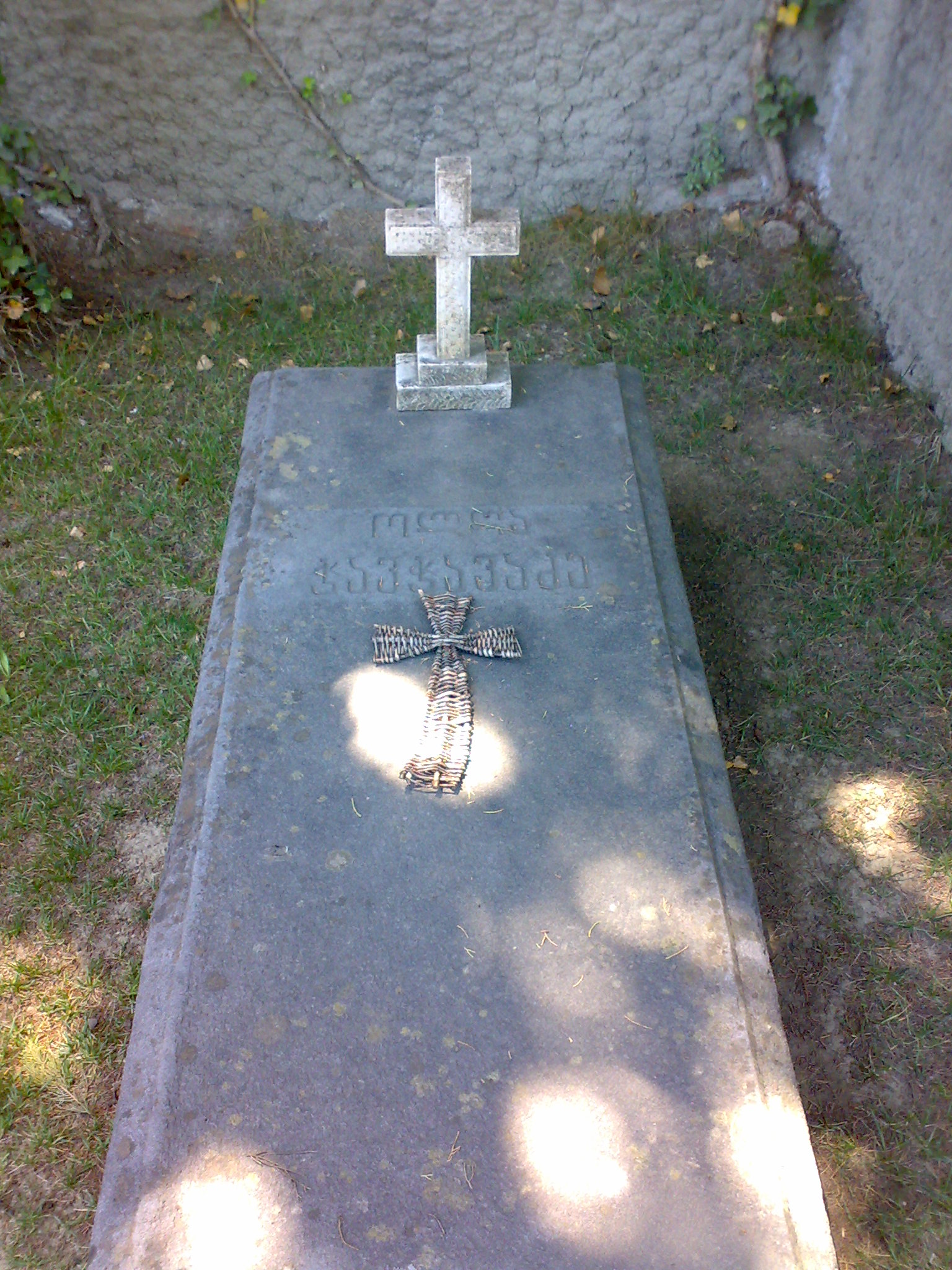
Могила Ольги Гурамішвілі (Чавчавадзе)

Померла 1927 року, похована в Пантеоні Мтацмінда.
Їй присвячена поема Іллі Чавчавадзе «Гандегилі» («Відлюдник»).